# 私の初恋は恥ずかしすぎて誰にも言えない
『私の初恋は恥ずかしすぎて誰にも言えない』（わたしのはつこいははずかしすぎてだれにもいえない）は、伏見つかさによる日本のライトノベル。イラストはかんざきひろが担当している。略称は「わたハズ」。電撃文庫（KADOKAWA）より2024年1月から刊行されている。
『ヤングアニマル』（白泉社）にてじゃこによるコミカライズ版が2024年3月から連載されている。

## あらすじ
非の打ち所がないような順風な人生を送る八隅千秋には「女子から全くモテない」「生まれてから恋をしたことが無い」という悩みがあった。そんな悩みを抱えたまま高校へと入学した千秋は「高校では女子にチヤホヤされる日々を送って見せる」と誓うが、その翌日に鏡を見た千秋は自身の姿が女性になっていることに気付く。性転換してしまった千秋はショックを受けるものの、女性になった自身の容姿が可愛かったため、双子の妹である八隅楓に見せびらかしにいくが、そこで千秋は楓に男性器が生えてしまった事実を知ることとなる。

## 登場人物
八隅千秋（やすみ ちあき）
本作の主人公。容姿端麗、学業優秀、スポーツ万能であり、家も裕福ではあるが、何故か女子から全くモテない。
八隅楓（やすみ かえで）
千秋の双子の妹。千秋との仲はあまり良くなく、千秋のことを「八隅くん」と呼んでいる。
八隅夕子（やすみ ゆうこ）
千秋と楓の姉。自称・超マッドサイエンティストであり、二人の性転換を引き起こした張本人。
西新井メイ（にしあらい メイ）
千秋と楓の幼馴染。容姿端麗、スタイル抜群で、クラスでも人気者である。

## 作風とテーマ
著者である伏見つかさの過去作品『俺の妹がこんなに可愛いわけがない』や『エロマンガ先生』と同様に今作も「妹もの」のラブコメ作品となっており、「家族愛」「友情」「優しい心を持つ子が物語を紡いでいく」という過去の伏見作品で見られた要素についても引き継がれている。一方で今作は「TS」というジャンルが加わっており、双子の兄妹に起こった性転換問題を解決していくものとなっている。
三木一馬によれば伏見作品の読者はラブコメを望む人が多く、過去作品とジャンル自体は変えてはいないものの、皆が驚くようなこれまでとは違ったラブコメを作りたいと考えたことから、「TSもの」の作品になったという。

## 既刊一覧

### 小説
- 伏見つかさ（著） / かんざきひろ（イラスト） 『私の初恋は恥ずかしすぎて誰にも言えない』 KADOKAWA〈電撃文庫〉、既刊3巻（2024年11月8日現在）
  1. 2024年1月10日発売[5]、ISBN 978-4-04-915441-2
  2. 2024年5月10日発売[6]、ISBN 978-4-04-915590-7
  3. 2024年11月8日発売[7]、ISBN 978-4-04-915856-4

### 漫画
- 伏見つかさ（原作） / かんざきひろ（キャラクターデザイン） / じゃこ（作画） 『私の初恋は恥ずかしすぎて誰にも言えない』 白泉社〈ヤングアニマルコミックス〉、既刊3巻（2025年7月29日現在）
  1. 2024年10月29日発売[8]、ISBN 978-4-592-16437-1
  2. 2025年2月28日発売[9]、ISBN 978-4-592-16438-8
  3. 2025年7月29日発売[10]、ISBN 978-4-592-16439-5

## イベント
2024年1月14日に本作の第1巻発売を記念して、AKIHABARAゲーマーズ本店にて店頭抽選会が開催された。同会場には三木や、本作の登場人物である千秋と楓に扮したコスプレイヤーの紅羽りおんとしょこらが出演した。